# Der Volksredner für Vaterland, Freiheit und Gesetz
Der Volksredner für Vaterland, Freiheit und Gesetz je bio hrvatski list na njemačkom iz Osijeka. Prve su osječke novine. Urednik je bio E. Dornau. Izlazio je kao list für Vaterland, Freiheit und Gesetz für Kunst, Bewerbe und Wissenschaft. Nulti je broj izašao 21. travnja 1848. godine.
Tiskan je u tiskari Dragutina Divalda. Promađarski list, otvoreno je simpatizirao s Mađarima.

## Vanjske poveznice
- Google Knjige Allgemeine Theaterzeitung und Originalblatt für Kunst ..., Opseg 41,Dio 1